# Björnrike
Björnrike är en skidort i Härjedalens kommun i Sverige, i närheten av byn Vemdalen. Skidanläggningen började utformas i slutet på 1960-talet och drivs sedan 1999 av Skistar, och ingår i Vemdalens turistdestination tillsammans med Vemdalsskalet och Klövsjö/Storhogna.
Björnrikes skidanläggning har 12 liftar, 16 nedfarter och 470 meter fallhöjd.

## Geografi
Dalgången heter egentligen Blästerdalen, i vilken Björnrikes bebyggelse befinner sig på sluttningarna av fjällen Gråhogna, Nipan och Blästerfjället. Mellan Gråhogna och Nipan rinner Sersån som korsas av Björnvägen och Fågelvägen.
Området på Blästerfjället nedanför Långsvängen kallas Björnvallen, och Björnrikecentret ligger på Gråhogna ungefär mittemot. Bebyggelsen består av fritidshus, Björnrikecentret med mataffär och annan service håller öppet under skidsäsongen. Björnrikes liftanläggning innefattar fjällen Gråhogna, Mellanryggen och Blästerfjället. Fjällvägen leder upp till Spårcentralen för längdåkning vid Gråhogna. Björnrikes utsikt vetter mot söder och domineras av Sonfjället.
Skogen kring bygden består huvudsakligen av tall, gran och björk men även asp och en förekommer. Kalfjället består av blockterräng.

## Historik
Björnrike Fjällhotell öppnade den 21 december 1968. Linbanan invigdes först till påsken 1969 på grund av leveransförsening; en fast tvåstolslift med samma sträckning som nuvarande Björnliften, över sjön och dalstationen i det hus som nu kallas Björnidet, nästan 1 600 meter lång. Även en konstruerad knapplift, men med korta träankarbyglar, vid namn Björnrikeliften tillkom med nuvarande Hotelliftens sträckning. Skidorten startades på initiativ av Edvin Kvarneland. De första backarna var Linbanebacken (nuvarande Långsvängen) samt Björnrikebacken (nuvarande Lillbacken). Uthuggningen under linbanan kallades Snobbrännan.
Svenska Fjäll AB tog över ägandet av liftar och hotell på 1970-talet, även anläggningarna i Vemdalsskalet och Storhogna ägdes av detta bolag. På grund av snöbrist togs 1975 beslutet att korta av linbanan till i nivå med starten av nuvarande Storslalombacken. Linbanestolarna med röda plastsäten byttes ut mot stolar med rödmålade träsäten. En kort svart backe fanns som alternativ i Långsvängen och uthuggningen syns fortfarande. 1976 färdigställdes Fågelvägen på Nipan och bebyggelsen av detta område drog igång. Gråhognaliften byggdes 1977, med påstiget strax ovanför hotellet. Backarna till Gråhognaliften hade från början namnen "Ingemars Headway", "Evertsbacken" och "Göstas krok" men byttes sedermera till Gråhognabacken, Nipbacken och Nipsvängen. Hotellets foajé bredvid poolen tjänade som allmän värmestuga, och området bredvid Gråhognaliften bebyggdes med andelshus. Vesseltrafik gick fram till denna tid mellan Vesselvägen och Varggransstugan.
Mittliften byggdes 1980 med de tillhörande backarna Mittbacken, Dalbacken samt den svarta Teknikbacken från Gråhogna ned till Dalbacken. Invid Dalbackens övre del byggdes ett starthus för storslalom, men detta togs bort på 1990-talet. I Mittbacken byggdes ett starthus för parallellslalom. Teknikbacken pistades i allmänhet inte och bytte efter några år namn till Puckeln. Diket för bäcken vid Dalbacken var ofta svårforcerat, och sedan 1990-talet har Puckeln låtits växa igen med skog/sly.
Snobbrännan breddades och namnet byttes ut till Snobben. Fram till 1981 var det terrängåkning, alternativt pistmaskinsslinga, som gällde vid åkning i översta biten av Snobben. SM-tävling i störtlopp kördes i Snobben 1983 via Kamelen och med målet på sjön. Inför detta evenemang byggdes ett torn-speakerbås på Björnidet. Starthuset låg i vad som nu är översta biten av Störtloppet. Kamelen (första avtagsvägen till Långsvängen efter "Skidväg till Björnvallen") räknas idag till Snobben.
I samband med att Linbanan byttes ut till ankarlift (Björnliften) 1985, efter att Vemdalsfjäll tog över driften av liftar, anlades den svarta Storslalombacken och Björnidet blev värmestuga. Knappliften Solliften på Nipbackens vänstra sida ersatte den gamla barnliften som var en replift. Längdåkningspåren stakades ut med start från Solliftens övre ände.
Området i Björnvallen med Björnvallsliften och Bamseliften anlades 1988. Hotelliften (även kallad Lilliften) byttes ut till nuvarande ankarlift. Delar av den gamla liften monterades istället upp som Bamse i Björnvallen (vändhjulen på Bamse och tre av stolparna på Hotelliften). I anslutning till Björnvallsliften anlades backarna Övre och Nedre Störtloppet samt Björnstigen. Storslalombacken, Störtloppet och nedre delen av Långsvängen försågs med uttag för snökanoner varefter snowboardåkningen populariserades då bland annat en halfpipe och funpark anlades.
År 1999 tog Sälenstjärnan, det vill säga nuvarande Skistar, över som ägare och liften Nalle tillkom. Björnliften förlängdes 2003 och kom därigenom att sträcka sig lika högt upp som den ursprungliga linbanan först gjorde. Snigeln byggdes 2005, och året därpå flyttades Solliften närmare intill Gråhognaliften. Snökanonsystemet byggdes ut till att även innefatta Björnstigen 2007, och backen fick belysning för kvällsskidåkning. Skidvägen från Björnidet till Björnvallen passerades genom en vägtrumma under en ny vägförbindelse till Björnvallen.
År 2010 byggdes Björnrikes första kopplingsbara stollift i form av Grizzly Express, som öppnade för ett nytt skidområde i dalen och placerades i sydost – blev Sveriges längsta stollift och en av världens snabbaste sådana. Liften med dess två tillkomna nedfarter (Riket och Kodiak), knappliften Panda samt snökanonsystemet kostade totalt 96 miljoner kronor.
År 2015 flyttades Nalleliften till en nyanlagd knattebacke på andra sidan om Björnvallsliften, och två rullbandsliftar tillkom. 2020 tillkom en knapplift som transport mellan Björnrike torg och Björnvallen.

## Liftar och backar

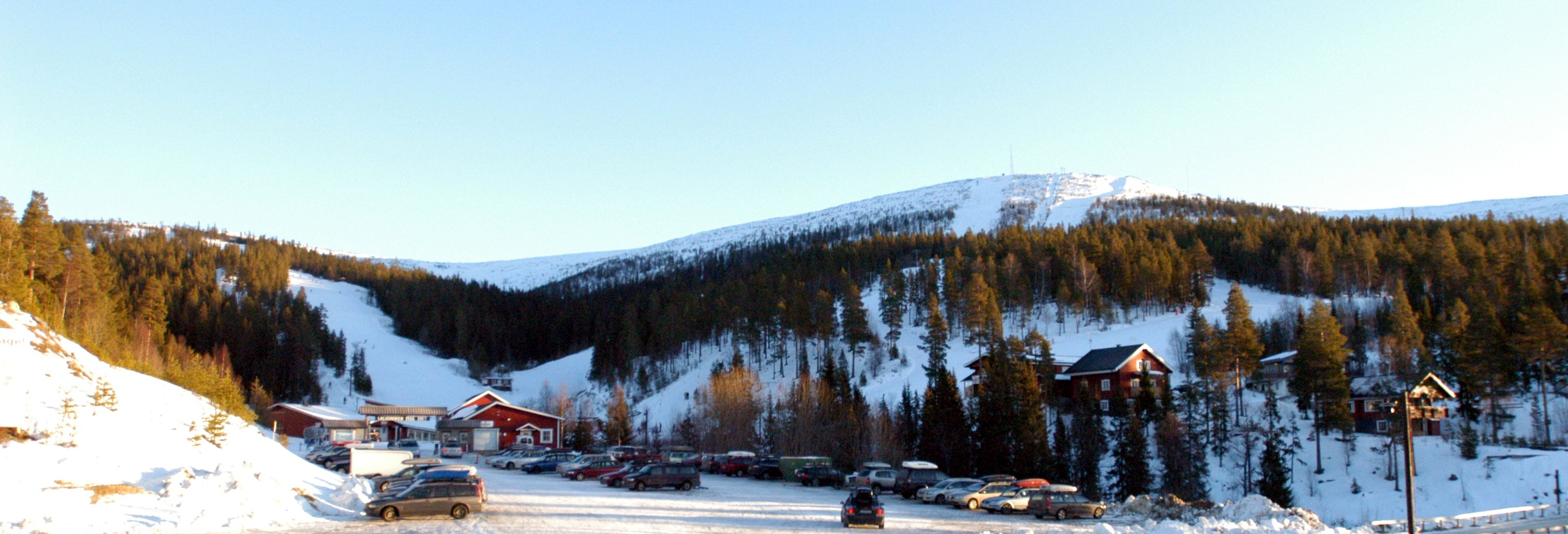
Björnidet i Björnrike. Längst ut till vänster skymtas Dalbacken, sedan syns Mittliften och därefter Mittbacken. På Blästerfjället, till höger, ses Snobben, Björnliften och Storslalom.

| - Liftar: - Bamseliften - Björnliften - Björnvallsliften - Grizzly Express - Gråhogna - Hotelliften - Mittliften - Nalleliften - Panda - Snigeln - Solliften - Torgliften | - Nedfarter: - Bamseland - Björnstigen - Dalbacken - Gråhogna - Hotellsvängen - Kodiak - Lillbacken - Långsvängen - Mittbacken - Nallesvängen - Riket - Snobben - Solsvängen - Storslalom - Störtloppet (övre och nedre) |

## Rösade leder och spår
Björnrike spårcentral är belägen vid Gråhogna intill en parkering i änden av Fjällvägen. Från spårcentralen utgår motionsslingor samt förbindelsespår till Vemdalsskalet, led till raststugan på Gråhogna och led till Varggransstugan.
Från toppen på Björnliften kan Skorvdalsfjällets topp och Timmerkojan nås. (Blockterrängen på kalfjället är svårframkomlig på sommaren.) Leden Timmerkojan–Varggransstugan har anslutningar från toppen av Gråhognaliften och Mittliften. Från Björnvallen finns en led till Vålkojan.

## Skorvdalsprojekten
Enligt en vykortsteckning från 1985 fanns framskridna planer på att anlägga "Fjällstaden", en ny skidort på andra sidan av Blästerfjället, i Skorvdalen. Fjällstaden sågs då som Sveriges största projekt i branschen, men av olika skäl (bland annat en finanskris) arkiverades det på obestämd tid. Efter en naturinventering av Skorvdalen i juli 2007 kom projektet (då med namnförslaget "Uphill") nio månader senare att ingå i en långsiktig kommunal översiktsplan för besöksnäringen kring Vemdalen. I december 2009 offentliggjordes det att projektet återaktualiserats, av det då nybildade aktiebolaget Örndalen Exploatering AB (även kallat Twin Valley AB, sedermera Örndalen AB). Under våren och sommaren 2012 presenterades de flesta skisserna och detaljplanerna för Skandinaviens modernaste anläggning (med, liksom Romme Alpin, en Colorado-inspirerad utformning), till ortnamnet Örndalen Resort, som skulle bestå av cirka tio liftar, 25 nedfarter, 6 000–7 000 gästbäddar samt golfbanor och några andra sommaraktiviteter, till en total kostnad av över två miljarder SEK.
Efter nästan ett decennium präglat av motstånd från naturvårdsorganisationer och tre större utredningar som slutat med avslag från domstolar, på grund av att det berörda området visat sig gränsa till tre bon inom det revir som ett produktivt par av Härjedalens störningskänsliga landskapsfågel kungsörn (därav namnet "Örndalen") häckar, kom bolaget att banta ner projektet till omkring en tredjedel och placera anläggningen mellan Grizzlyområdet i Björnrike och ett större fågelskyddsområde i Skorvdalen. Anläggningen respektive bolaget bytte namn till Björnrike Syd respektive BJS Utvecklings AB. Liksom Örndalens utformning skulle en transportlift mellan stugbyn och de centrala pisterna öppna för 100 % "ski-in/ski-out" (Sveriges första sådan skidort), och en topplift möjliggöra en sammanlänkning med Björnrikes liftsystem.
Örndalen AB hävdade 2015, efter det andra avslaget, att Skorvdalen är den enda plats i Härjedalen som skulle möjliggöra en exploatering Örndalens omfattning även i dess reviderade versioner. Detta eftersom befintlig infrastruktur från Björnrikes anläggning skulle bli åtkomlig. Den 2 oktober 2020 gav Länsstyrelsen byggtillstånd för Björnrike Syd, men en månad senare lämnade Naturskyddsföreningen återigen in en överklagan. Den 13 juli 2021 gav Mark- och miljödomstolen återigen en nekande dom med motiveringen att "fågelskyddsområdet endast vore till för att kunna bygga en turistort och inte för örnarnas beskydd, samtidigt som ett sedan 2007 övergivet och förfallet bo i det berörda området anses ingå i reviret".